# Мірослава (комуна)
Мірослава (рум. Miroslava) — комуна у повіті Ясси в Румунії. До складу комуни входять такі села (дані про населення за 2002 рік):
- Балчу (434 особи)
- Бретулень (290 осіб)
- Валя-Адинке (973 особи)
- Валя-Урсулуй (185 осіб)
- Воровешть (670 осіб)
- Геурень (178 осіб)
- Данкаш (203 особи)
- Корнешть (650 осіб)
- Мірослава (1512 осіб)
- Проселніч (503 особи)
- Урікань (847 осіб)
- Хорпаз (890 осіб)
- Чурбешть (738 осіб)

Комуна розташована на відстані 320 км на північ від Бухареста, 5 км на захід від Ясс.

## Населення
За даними перепису населення 2002 року у комуні проживали 8073 особи.
Національний склад населення комуни:
| Національність   | Кількість осіб | Відсоток |
| ---------------- | -------------- | -------- |
| румуни           | 8064           | 99,9%    |
| українці         | 1              | < 0,1%   |
| росіяни-липовани | 1              | < 0,1%   |

Рідною мовою назвали:
| Мова       | Кількість осіб | Відсоток |
| ---------- | -------------- | -------- |
| румунська  | 8072           | > 99,9%  |
| українська | 1              | < 0,1%   |

Склад населення комуни за віросповіданням:
| Релігія            | Кількість осіб | Відсоток |
| ------------------ | -------------- | -------- |
| православні        | 7835           | 97,1%    |
| римо-католики      | 93             | 1,2%     |
| старообрядці       | 54             | 0,7%     |
| п'ятдесятники      | 27             | 0,3%     |
| бретрени           | 14             | 0,2%     |
| адвентисти         | 9              | 0,1%     |
| баптисти           | 7              | 0,1%     |
| не релігійні       | 2              | < 0,1%   |
| атеїсти            | 2              | < 0,1%   |
| не вказали релігію | 2              | < 0,1%   |